# Vilâyet Van

Das Vilâyet Van um 1900

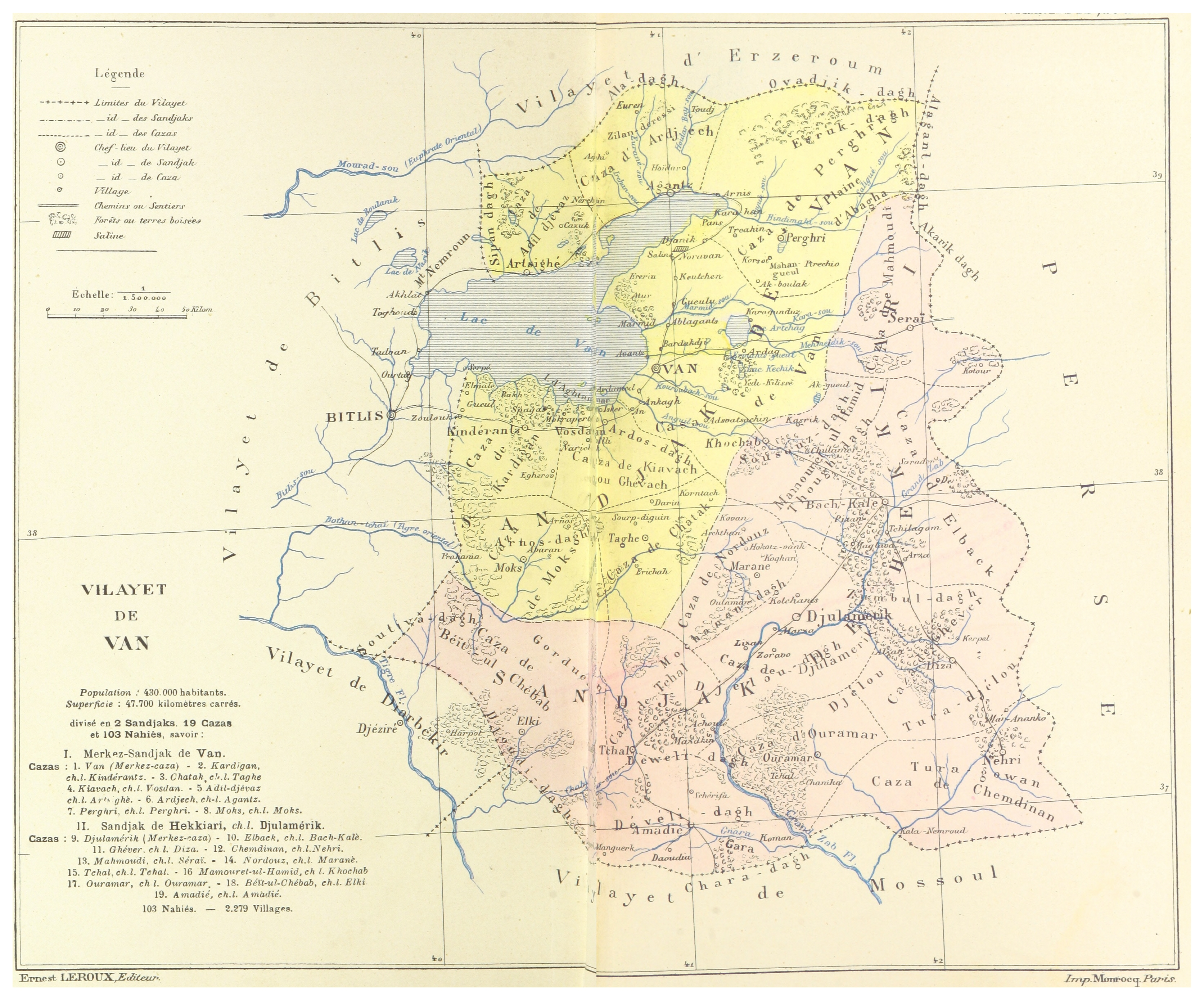
Karte zum Vilayet Van von 1892

Das Vilâyet Van (osmanisch ولايت وان İA Vilâyet-i Van; armenisch Վանի վիլայեթ Wani wilajet') war eine Provinz (Vilâyet) des Osmanischen Reiches, die bis zum Ersten Weltkrieg bedeutende armenische und assyrische Bevölkerungsanteile hatte. Zu Beginn des 20. Jahrhunderts hatte es eine Bevölkerungszahl von 400.000 und eine Fläche von über 15.000 km².

## Geschichte
Das Vilâyet Van entstand 1875, als das Eyâlet Erzerum in sechs Vilâyets unterteilt wurde: Erzerum, Van, Hakkâri, Bitlis, Hozat (Dersim) und Kars-Çildir. 1878 auf dem Berliner Kongress wurde es unter die sechs armenischen Vilâyets (osmanisch ولاية ستة İA Vilâyat-ı Sitte) gerechnet. 1888 wurde Hakkâri per kaiserlichem Dekret ein Teil Vans, und Hozat Teil des Vilâyets Mamuret ul-Aziz.
Das Wirtschaftszentrum der Provinz war die Stadt Van. Als nördliche Grenzprovinz – sowohl zum russischen als auch zum persischen Territorium – enthielt sie zahlreiche Garnisonen. Das Vilâyet war in die Sandschaks von Van und Hakkâri unterteilt. Aus heutiger Sicht umfasste es die Provinzen Van und Hakkâri sowie Teile der Provinzen Şırnak, Muş und Bingöl.
Die Provinz war im Ersten Weltkrieg unter dem Gouverneur Cevdet Bey Schauplatz des Völkermordes an den Armeniern und desjenigen an den Aramäern. Das Vilâyet existierte bis 1922.

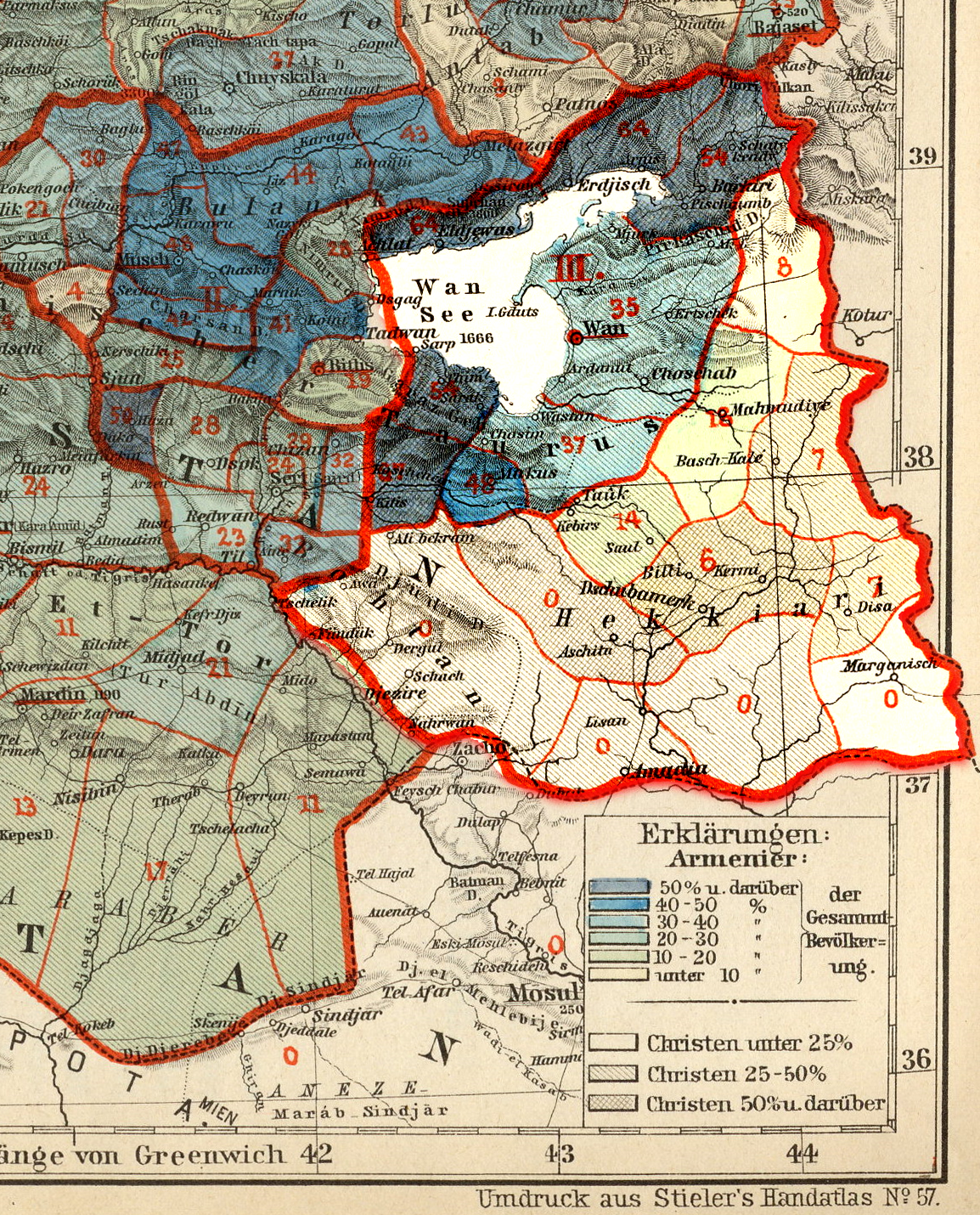
Armenische Bevölkerung der Provinz Van 1896.

Einige Gebiete wurden von kurdischen Fürsten autonom verwaltet. Sie führten die Steuer ab und stellten auf Befehl der Regierung bewaffnete Männer auf. Eines dieser kurdischen Fürstentümer war das Fürstentum von Hakkâri. Daneben gab es noch das Fürstentum der Mahmudi (heute Saray) und die zwei Ocaklik von Kotuz und Müküs (heute Bahçesaray); der Rest wurde direkt vom osmanischen Gouverneur (Wali) verwaltet. 1879 brach hier der Scheich-Ubeydallah-Aufstand aus, der auch auf Persien übergriff.

## Bevölkerung
Die Ergebnisse der ersten osmanischen Volkszählung von 1885 (veröffentlicht 1908) gaben eine Bevölkerungszahl von 376.297 wieder.
Basierend auf der osmanischen Volkszählung von 1905/06 (veröffentlicht 1914) bestand die Bevölkerung der Provinz Van aus 179.380 Muslimen, 67.797 Armeniern und 1.383 Juden. Die osmanischen Volkszählungsangaben umfassten allerdings nur männliche Bürger ohne Frauen und Kinder. Justin McCarthy schätzt ausgehend von den aufbereiteten Statistiken und einheitlich projiziert auf das Jahr 1912 die Zahlen wie folgt ein: 313.000 Muslime, 130.000 Armenier, 1 Grieche, 62.400 syrische Christen, Chaldäer und Nestorianer, 1.798 Juden und 1.776.

## Geografie
Zu Beginn des 20. Jahrhunderts hatte Van eine Fläche von 15.440 km² und lag entlang der persischen Grenze zwischen den Vilâyets Erzerum und Mossul. Der nördliche Sandschak umfasste offenes Plateauland im Norden und Osten des Vansees und hatte eine große armenische Landbevölkerung sowie kurdische seminomadische Stämme, die hauptsächlich in der Rinder- und Schafzucht tätig waren. Hier waren auch mehrere fruchtbare Distrikte entlang des Südufers des Sees. Der südliche Sandschak was gänzlich gebirgig, wenig entwickelt und die muslimischen Stämme waren nur teilweise unter Regierungskontrolle. Dieser Sandschak umfasste den größten Teil des oberen Beckens des Großen Zab, mit dem Land der nestorianischen Christen und vielen Distrikten, die von kurdischen Stämmen bewohnt waren – einige von ihnen waren Nomadenstämme, die sich im Winter im Flachland des Tigris niederließen.
Von den landwirtschaftlichen Erzeugnissen ist Tabak zu erwähnen, der in Şemdinli für den Export ins Persische Reich angebaut wurde.

## Verwaltungsgliederung
Sandschaks des Vilâyets:
1. Sandschak von Van
2. Sandschak von Hakkari